# Live and Let Die (roman)
Live and Let Die is een roman van James Bond geschreven door Ian Fleming. Het verscheen in 1954. De titel is in het Nederlands vertaald als Moord onder water.
Het boek werd in 1973 verfilmd met Roger Moore als James Bond.

## Verhaal
James Bond krijgt van M de missie om naar New York te vertrekken om daar Mr. Big te schaduwen. Mr. Big is een leider in de voodoo-onderwereld, hij is vermoedelijk bezig aan een goudsmokkel van 17e-eeuws goud voor de Russische organisatie SMERSH.
Bond komt uiteindelijk in Harlem terecht waar hij de CIA-agent Felix Leiter weer tegenkomt, hij ontmoet daar ook Mr.Bigs vriendin Solitaire die de toekomst kan voorspellen.
Bond begint een relatie met Solitaire en ontsnapt met haar naar Saint Petersburg in Florida. Hij ontdekt daar een pakhuis waar het 17e-eeuwse goud in lege aquaria wordt bewaard. Hij wordt daar echter betrapt door Mr. Big. Mr. Big neemt Solitaire gevangen en Felix Leiter wordt door Mr. Bigs hulpje The Robber aan een haai gevoerd waarbij hij een arm en een been verliest.
Bond vertrekt naar Jamaica waar hij Quarrel en John Strangways ontmoet. Hij zwemt dan 's avonds langs een aantal haaien naar Mr. Bigs eiland waar hij een mijn plaatst. Hij wordt echter weer betrapt door Mr. Big. Mr. Big neemt Bond en Solitaire mee op een boot waarbij hij ze wil laten verdrinken bij het Koraalrif. Bond en Solitaire worden gered dankzij Bonds mijn.

## Verschillen tussen het boek en de film
- In de film is de naam van Mr.Big: Dr.Kananga.
- In de film ging het over een heroïnesmokkel maar in het boek was het een goudsmokkel
- In de film werkt Mr.Big (Kananga) niet voor SMERSH
- In de film wordt Felix Leiter niet aan een haai gevoerd, dat gebeurde pas in de 16e Bondfilm Licence to Kill.
- In de film komt John Strangways nergens voor. Hij had wel een kleine rol in de eerste Bondfilm Dr. No, waar hij vermoord werd.
- In het boek werd Solitaire's echte naam Simone Latrelle gebruikt.
- Het personage Baron Samedi bestond niet als persoon in dit boek, maar hij was hier een voodoomythe en de mensen dachten dat Mr. Big de zombie van Baron Samedi was. In de film daarentegen was hij de beschermer van Mr.Big met zijn voodookrachten.